# Louis de Vogüé
Pour les articles homonymes, voir Vogüé (homonymie).
Louis Antoine Melchior de Vogüé est un propriétaire terrien et industriel français né en 1868 à Versailles et mort en 1948. Le marquis de Vogüé appartient à une ancienne famille aristocratique française.

## Biographie
Fils de Melchior de Vogüé et de Béatrix des Monstiers Mérinville, il est le petit-fils de Léonce de Vogüé. 
Il fait partie des fondateurs des organisations professionnelles et de prévoyance dans le monde agricole, dans le sillage d'Albert de Mun et René de La Tour du Pin. Il préside l'Union Centrale des syndicats agricoles et la Société des agriculteurs de France de 1919 à 1948. Élu à l'Académie d'agriculture en 1919, il succède en 1924 à Jules Méline comme président de la Confédération internationale de l'agriculture. 
Il préside également la Compagnie du Canal de Suez et est élu régent de la Banque de France en 1927. 
Poursuivant la tradition familiale charitable, il préside la Société philanthropique. 
Il fait agrandir par Ernest Sanson à partir de 1892 le château de la Verrerie. 
Il est maire d'Oizon de 1900 à 1929 et conseiller général du Cher pour le canton d'Aubigny sur Nere, de 1911 à 1945. 

### Mariage et descendance
il épouse à Paris les 3 et 4 août 1892 la princesse Louise Marie Charlotte d'Arenberg (1872-1958), fille du prince Auguste Louis Albéric d'Arenberg (voir Maison d'Arenberg) et de Jeanne Greffulhe. Elle est la petite-fille de Louis Charles Greffulhe, banquier, pair de France.
Tous deux ont dix enfants :
- Melchior de Vogüé (1893-1965), marié en 1920 avec Geneviève Brincard (1898-1974). Tous deux demeuraient au château de La Verrerie. Dont postérité ;
- François de Vogüé (1894-1964), marié en 1919 avec Clotilde de Durfort Civrac de Lorge (1897-1995), dont postérité ;
- Robert-Jean de Vogüé (1896-1976), marié en 1924 avec Ghislaine Eudes d'Eudeville (1905-1992), dont postérité ;
- Claire de Vogüé (1897-1989), mariée en 1920 avec Louis Potier de La Morandière (1889-1964). Tous deux demeuraient au château de Valmont. Dont postérité ;
- Solange de Vogüé (1899-1899)
- Bertrand de Vogüé (1901-1987), marié en 1926 avec Simone de Mun (1905-1994). Tous deux demeuraient au château de Miromesnil. Dont postérité ;
- Alix de Vogüé (1903-1989), mariée en 1925 avec Guillaume de Varennes Bissuel de Saint Victor (1898-1967), dont postérité ;
- Marie de Vogüé (1905-1939), mariée en 1931 avec le comte Jean Terray (1906-1980), dont postérité ;
- Jacques de Vogüé (1912-1991), marié en 1939 avec Iléana Raindre (1921-2016), dont postérité ;
- Marguerite de Vogüé (1920-2013), mariée en 1939 avec René de Rohan Chabot (1913-1996), dont postérité.

### Distinctions
- Commandeur de la Légion d'honneur.